# Markéta z Lichtenburka
Markéta z Lichtenburka († okolo 1367 Český Krumlov) byla česká šlechtična ze žlebské větve rodu Lichtenburků, manželka Henslina z Třemšína a jeptiška.

## Život
Markéta z Lichtenburka se narodila jako dcera šlechtice Hynka Žlebského z Lichtenburka a jeho manželky Anežky z Landštejna. Provdala se za Henslina z Třemešína, po jehož smrti v roce 1361 vstoupila do kláštera klarisek v Českém Krumlově, který byl zbudován teprve před 11 lety příbuznými Markétiny matky, vdovou po Petrovi I. z Rožmberka Kateřinou a jejími syny Petrem II., Oldřichem I., Joštem I. a Janem I. z Rožmberka. To, že Markéta vstoupila právě do toho kláštera, může dokazovat, že s příbuznými z matčiny strany (Vítkovci) udržovala velmi dobré vztahy. Kolem roku 1367 Anežka v Českém Krumlově zemřela.